# Стамболово (Великотирновська область)
Стамболо́во (болг. Стамболово) — село у Великотирновській області Болгарії. Входить до складу общини Павликени.

## Населення
За даними перепису населення 2011 року у селі проживали 792 особи.
Національний склад населення села:
| Національність   | Кількість осіб | Відсоток |
| ---------------- | -------------- | -------- |
| болгари          | 399            | 56,7%    |
| турки            | 228            | 32,4%    |
| не визначились   | 47             | 6,7%     |
| Всього відповіли | 704            |          |

Розподіл населення за віком у 2011 році:
Динаміка населення: